# Vladimir Beljaev
Vladimir Georgievič Beljaev (in russo Владимир Георгиевич Беляев?; Nal'čik, 15 settembre 1933 – 23 gennaio 2001) è stato un calciatore sovietico, di ruolo portiere.

## Carriera

### Club
Ha giocato nella prima divisione sovietica.

### Nazionale
Tra il 1957 ed il 1958, anno in cui ha anche partecipato ai Mondiali, ha subito 8 gol in 5 presenze con la maglia della nazionale sovietica.

## Palmarès

### Club

#### Competizioni nazionali
- Campionato sovietico: 5

Dinamo Mosca: 1954, 1955, 1957, 1959, 1963
- Coppa dell'Unione Sovietica: 1

Dinamo Mosca: 1953